# Eugene Ormandy

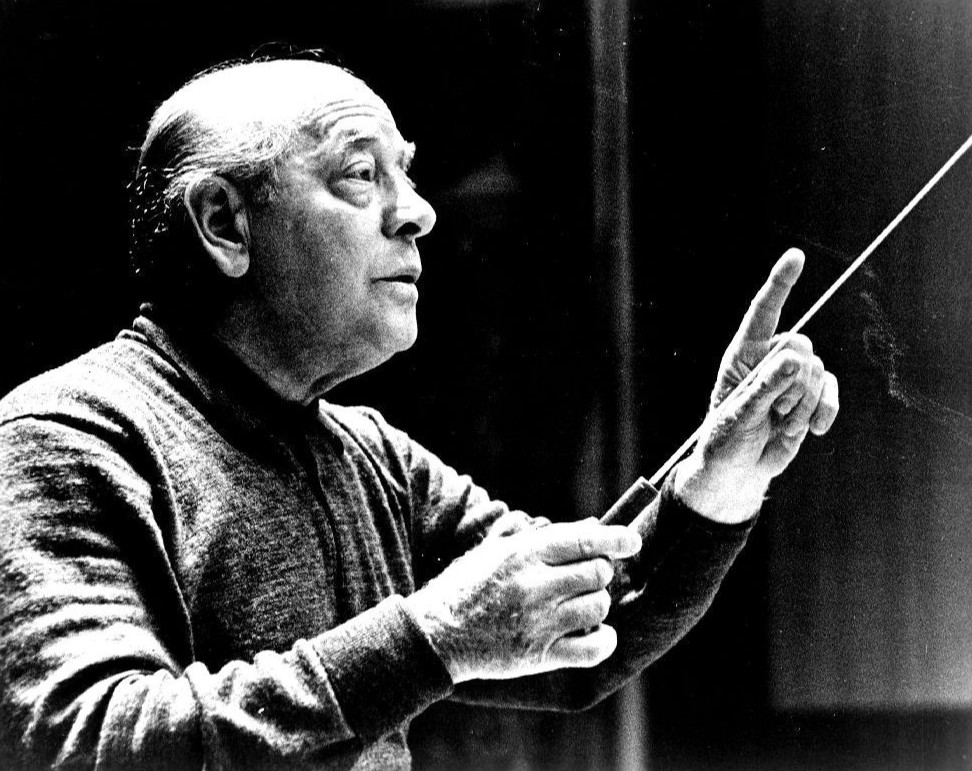
Eugene Ormandy dirigiendo en 1973

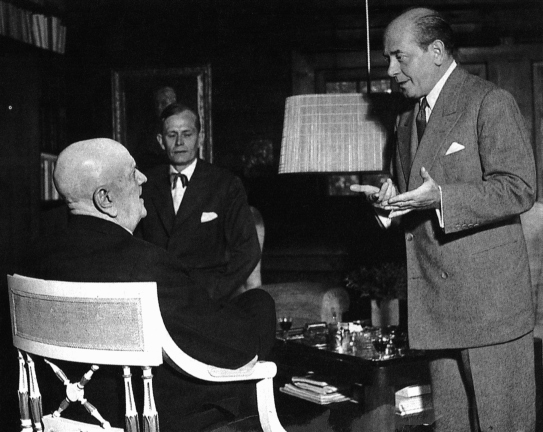
Eugene Ormandy y Jean Sibelius en 1951.

Eugene Ormandy (nombre original: Jenő Ormándy- Blau) (Budapest, 18 de noviembre de 1899-Filadelfia, 12 de marzo de 1985) fue un director de orquesta y violinista estadounidense de origen húngaro.

## Primeros años
Empezó a estudiar violín en la Academia Nacional de Budapest con solo cinco años, ofreciendo sus primeros recitales a los siete. Siguió sus estudios con Jenö Hubay, graduándose del instrumento a los catorce. Desde 1909 alumno de Jenő Hubay, aprobó los finales de música de cámara y de violín en la primavera de 1915. En 1917 partió hacia Berlín como concertista en la famosa Blüthner Orchester. Pero en las precarias circunstancias de la Alemania de la República de Weimar no aguantó mucho tiempo. En 1918 fue nombrado brevemente profesor de violín en su antigua universidad. De 1917 a 1920 también se licenció en filosofía. En 1921 se desplazó a los Estados Unidos. Tomó su nombre del buque en el que viajó, el Normandie.
Hasta 1918 Ormandy utilizó el nombre artístico de "Eugen Blau" en las actuaciones públicas, siendo "Eugen" el equivalente alemán de "Jenő".

## Carrera
En ese país trabajó primero como violinista para luego empezar a dirigir en 1924 a la Capitol Theater Orchestra, grupo que acompañaba películas de cine mudo. El Capitolio de Nueva York era un gran palacio de cine que tenía su propia orquesta sinfónica. Poco después de llegar a Estados Unidos de Europa en 1921, Ormandy tomó su primer trabajo americano como violinista en la orquesta del Capitolio. Después fue nombrado concertmaster y, finalmente, director. En el Capitolio, donde permaneció durante siete años, cada pieza se tocaba 28 veces a la semana. Fue una experiencia formativa importante para él.
Ormandy se nacionalizó estadounidense en 1927 y obtuvo un trabajo alternativo dirigiendo programas de clásicos livianos para la naciente radio, donde su ya agudo sentido del tiempo y su eficiente dirección se afinaron hasta un alto grado de nitidez. Para algunos conciertos orquestales en el verano fue contratado por la Orquesta de Filadelfia en 1930 y al año siguiente suplió a un enfermo Toscanini en tres programas de la principal serie de conciertos de la orquesta en Filadelfia. En 1931, Ormandy fue designado director de la Orquesta Sinfónica de Mineápolis como sucesor de Verbrugghen, puesto que ocupó hasta 1936. Durante los peores días de la Gran Depresión, Ormandy y Sinfónica de Mineápolis fueron contratados por RCA Victor para efectuar varias grabaciones, entre las que destacan la Sinfonía N.º 7 de Anton Bruckner y la Sinfonía N.º 2 de Gustav Mahler. La excelencia de estas grabaciones contribuyeron a la reputación de Ormandy como un director de gran talento. 
Pero en 1936 lo volvieron a llamar de Filadelfia y de 1936 a 1938 Ormandy trabajó con Stokowski en dicha formación para, a partir de ese último año, alzarse como único titular de la orquesta, puesto que mantendrá hasta 1980. Dirigió la orquesta en múltiples conciertos y giras por Estados Unidos y el resto del mundo. 
En 1948 Ormandy dirigió el primer concierto sinfónico emitido por la televisión estadounidense (adelantándose por una hora y media a una estación rival que transmitió a Toscanini). En 1949 realizó su debut en Inglaterra durante la primera gira de la Orquesta de Filadelfia por Europa. Desde entonces retornó al Viejo Continente como director invitado de distintas orquestas. Una de las giras más famosas fue la que realizó en 1955 a Finlandia, donde visitó al anciano compositor Jean Sibelius (que murió dos años después con 91 años); otra, la que realizó a China, con una respuesta del público entusiasta tras decenios de verse privado de música clásica occidental, prohibida por el régimen comunista. 
La Orquesta de Filadelfia desarrolló a lo largo de su duradera etapa con Ormandy una sonoridad que la diferenciaba de las demás orquestas de élite. Mientras que Fritz Reiner en la Sinfónica de Chicago consolidaba su sonido sólido y George Szell en la Orquesta de Cleveland conseguía una penetrante perfección; mientras que Mitropoulos y luego Bernstein hacían de la Filarmónica de Nueva York una formación muy técnica aunque de sonido un tanto áspero, Ormandy formó a los profesores de Filadelfia hasta convertirlos en insuperables virtuosos de la brillatez y de la puntuación exquisita.
"¡El sonido de la Orquesta de Filadelfia - soy yo!", dijo en una entrevista en 1960. La declaración pudo no ser muy gramatical, pero no se cuestionó su validez.
Ormandy destacó por su oído infalible y por una memoria prodigiosa. Era capaz de asimilar una partitura compleja de la noche al día y pocas veces se sirvió de la misma durante los conciertos. En cambio, nunca dirigió muchas óperas después de su debut en el Metropolitan en 1950, cuando presentó Die Fiedermaus. Sus maneras de antiguo violinista condicionaron en parte su técnica de dirección, en la que era habitual verle doblar el brazo izquierdo y mover los dedos de la mano para indicar los vibratos en la cuerda. Ofreció siempre la imagen de un director de orquesta capaz de mantener todo el trabajo de la orquesta bajo control con gran exactitud. 
Hasta 1977 enseñó en el Curtis Institute. A su retiro en 1980, Ormandy dejó la Orquesta de Fildadelfia en manos del, entonces joven director, Riccardo Muti.

## Premios y distinciones
En honor a la gran influencia de Ormandy en la música estadounidense y en la comunidad de las artes escénicas de Filadelfia, el 15 de diciembre de 1972 se le concedió el Premio al Mérito del Glee Club de la Universidad de Pensilvania. En 1976 fue nombrado por la reina Isabel II Caballero Comandante honorario de la Orden del Imperio Británico (KBE) y recibió la Medalla Sanford de la Universidad de Yale[23]. Fue elegido miembro de la Sociedad Filosófica Americana en 1977. Tras la muerte de Ormandy, el Congreso de los EE. UU. y el presidente Ronald Reagan declararon el 18 de noviembre "Día de Agradecimiento a Eugene Ormandy", con una ceremonia de reconocimiento celebrada en esa fecha en la Academia de Música.

## Repertorio
Se le considera un gran especialista en la música tardorromántica. Brahms le gustaba mucho, mientras que dejó de lado a Bruckner y tampoco se involucró del todo con la música de Mahler. Durante una gira por Europa en 1970, Ormandy ofreció con su orquesta la Primera Sinfonía de Mahler con el movimiento Blumine, casi nunca interpretado y además desechado por el propio compositor, desviándose un tanto con ello de la interpretación habitual. También fue un especialista en la música de inicios del siglo XX, especialmente de la obra de Rajmáninov, Sibelius y Shostakóvich (de este último dirigió el estreno en Estados Unidos de muchas de sus obras sinfónicas). También difundió la música de los compositores norteamericanos contemporáneos. 
Sus grabaciones discográficas son muy numerosas, casi siempre al frente de la Orquesta de Filadelfia. No solo era un gran director sinfónico, sino también un elegante y sensible acompañante en los conciertos con solista. Ormandy fue también reconocido como uno de los mejores acompañantes por los grandes solistas con los que colaboró a lo largo de su prolongada trayectoria artística. Estableció una estrecha relación artística con artistas de la talla de los pianistas Arthur Rubinstein, Emil Gilels, Van Cliburn, Robert Casadesus y Rudolf Serkin, los violinistas David Oistrakh, Isaac Stern y Itzhak Perlman y los violonchelistas Leonard Rose y Emanuel Feuermann, entre otros.

## Discografía

### Estrenos mundiales con la Orquesta de Filadelfia
- Richard Strauss,Sinfonía Domestica, RCA Victor, mayo 1938;
- Serguéi Prokófiev, Alexander Nevsky, Jennie Tourel (mezzo-soprano), Westminster Choir. RCA Victor, mayo 1945;
- Prokófiev, Sinfonía n.º 6. Columbia, enero 1950;
- Prokófiev, Sínfonía n.º 7. Columbia, abril 1953;
- Dmitri Shostakovich, Cello Concerto n.º 1, Mstislav Rostropovich (chelo). Columbia, noviembre 1959.
- Gustav Mahler, Sinfonía n.º 10. Columbia, noviembre 1965. Primera grabación de la versión de Deryck Cooke.

### Otras grabaciones notables con la Orquesta de Filadelfia
- Bartók: Piano Concerto n.º 3 (con György Sándor, 1946, Columbia, CD 2002 by Pearl)
- Debussy: La Damoiselle Elue (1947, Columbia, con Bidu Sayão y Rosalind Nadell
- Delius: Orchestral works (1961–1962, Columbia, incluyendo Brigg Fair, Dance Rhapsody No. 2, y On Hearing the First Cuckoo in Spring)
- Holst: The Planets (1975, RCA)
- Liszt: Piano Concerto n.º 1 (1952, Columbia, con Claudio Arrau)
- Nielsen: Symphony No. 6 (1966, Columbia)
- Orff: Carmina Burana (1960, Columbia)
- Prokófiev: Symphony n.º 5 (1957, Columbia)
- Prokófiev: Symphony n.º 6 (1961, Columbia)
- Rajmáninov: Symphonic Dances (1960, Columbia)
- Rajmáninov: Symphony n.º 2 (1973, RCA)
- Ravel: Piano Concerto for the Left Hand (con Robert Casadesus, 1947, Columbia)
- Shostakovich: Sinfonía n.º 4 (1963, Columbia)
- Shostakovich: Sinfonía n.º 13 "Babi Yar" (con Tom Krause y the Mendelssohn Choir of Philadelphia, 1970, RCA, CD available only in Japan)
- Shostakovich: Symphony n.º 14 (con Phyllis Curtin y Simon Estes, 1971, RCA, CD solo en Japón)
- Shostakovich: Sinfonía n.º 15 (1972, RCA)
- Sibelius: Sinfonía n.º 4 (1954, Columbia)
- Sibelius: Cuatro poemas sinfónicos de Kalevala (Lemminkäinen Suite (1978, EMI)
- Richard Strauss: Ein Heldenleben (1960, Columbia)
- Strauss: Don Quixote con Lorne Munroe (solo chelo) y Carlton Cooley (solo viola) (1961, Columbia)
- Chaikovski: Violín Concerto in D (con Itzhak Perlman, 1978, EMI)
- Chaikovski: Sinfonía n.º 4 (1963, Columbia)
- Chaikovski: Sinfonía n.º 5, (1959, Columbia)
- Chaikovski: Sinfonía n.º 6, "Pathetique" (1960, Columbia)
- Chaikovski: The Nutcracker (excerpts), (1963, Columbia)